# Oscuramento globale

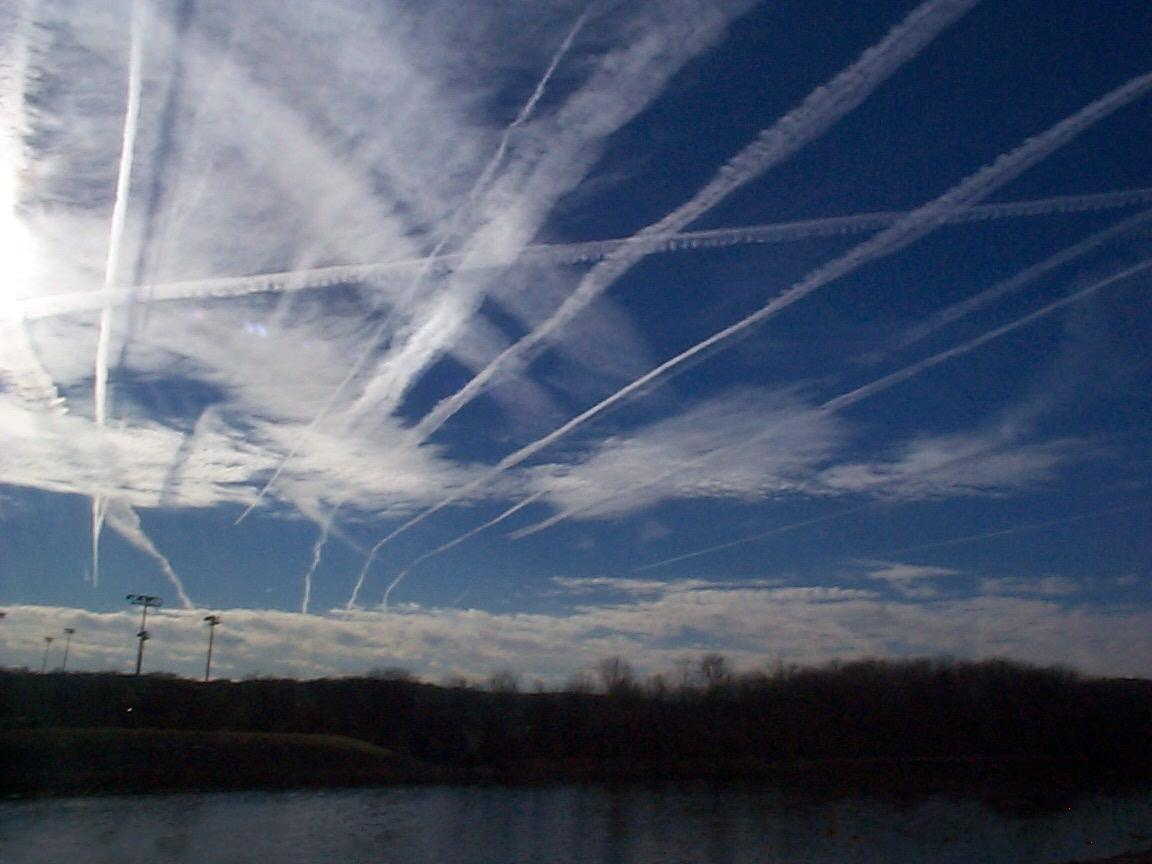
Foto della NASA che mostra scie di condensazione di aerei e nuvole. Durante gli attentati dell'11 settembre 2001 la sospensione dei voli aerei ha causato una diminuzione dell'emissione in atmosfera di particolato, dando evidenza empirica di un corrispondente anomalo aumento dell'escursione termica tra notte e giorno

Con la locuzione oscuramento globale, o offuscamento globale (in inglese: global dimming), viene indicata la riduzione graduale dell'irraggiamento solare sulla superficie terrestre, osservata a partire dagli anni 1950. Al rovescio è stato osservato un aumento di luminosità della Terra verso lo spazio tramite le apparecchiature (radiometri) in dotazione ai satelliti artificiali in orbita proprio per l'aumentata riflettanza dell'atmosfera terrestre.

## Descrizione
L'entità del fenomeno varia a livello geografico, ma globalmente è stata stimata una riduzione complessiva della radiazione solare al suolo tra il 2% ed il 5% nel periodo tra gli anni 1960 e gli anni 1990. Questa tendenza è rallentata nell'ultimo decennio, e localmente sembra essersi invertita. L'oscuramento globale potrebbe aver mascherato parzialmente gli effetti del riscaldamento globale e, analogamente, la recente inversione di tendenza potrebbe averli accentuati.

### Cause
Si pensa che la causa principale dell'oscuramento globale sia da imputare all'aumentata presenza in atmosfera di particolato sospeso in forma di aerosol come effetto dell'inquinamento. Questo particolato ha il doppio effetto di diffondere la luce, rifletterla parzialmente e di fungere da nucleo di condensazione per le gocce d'acqua che formano le nubi. L'aerosol e altri particolati assorbono la radiazione solare riflettendola parzialmente verso lo spazio; possono fungere, inoltre, da nuclei di condensazione per le gocce d'acqua che formano le nuvole. L'incremento dell'inquinamento atmosferico causa l'aumento di particelle sospese e la formazione di nuvole costituite da gocce di piccole dimensioni. Il conseguente maggior numero di punti di riflessione aumenta l'albedo dell'atmosfera.
Le nuvole assorbono sia il calore irradiato dalla superficie terrestre che quello del Sole. L'effetto combinato di questi fattori varia, in modo complesso, a seconda dell'altitudine, della località, della luminosità e del tempo atmosferico (notte, giorno, stagioni). In genere durante il giorno predomina l'assorbimento della luce solare (con l'effetto di mitigare il riscaldamento sulla superficie terrestre); di notte invece la retroriflessione della radiazione terrestre rallenta la perdita di calore della Terra.

### Ricerche

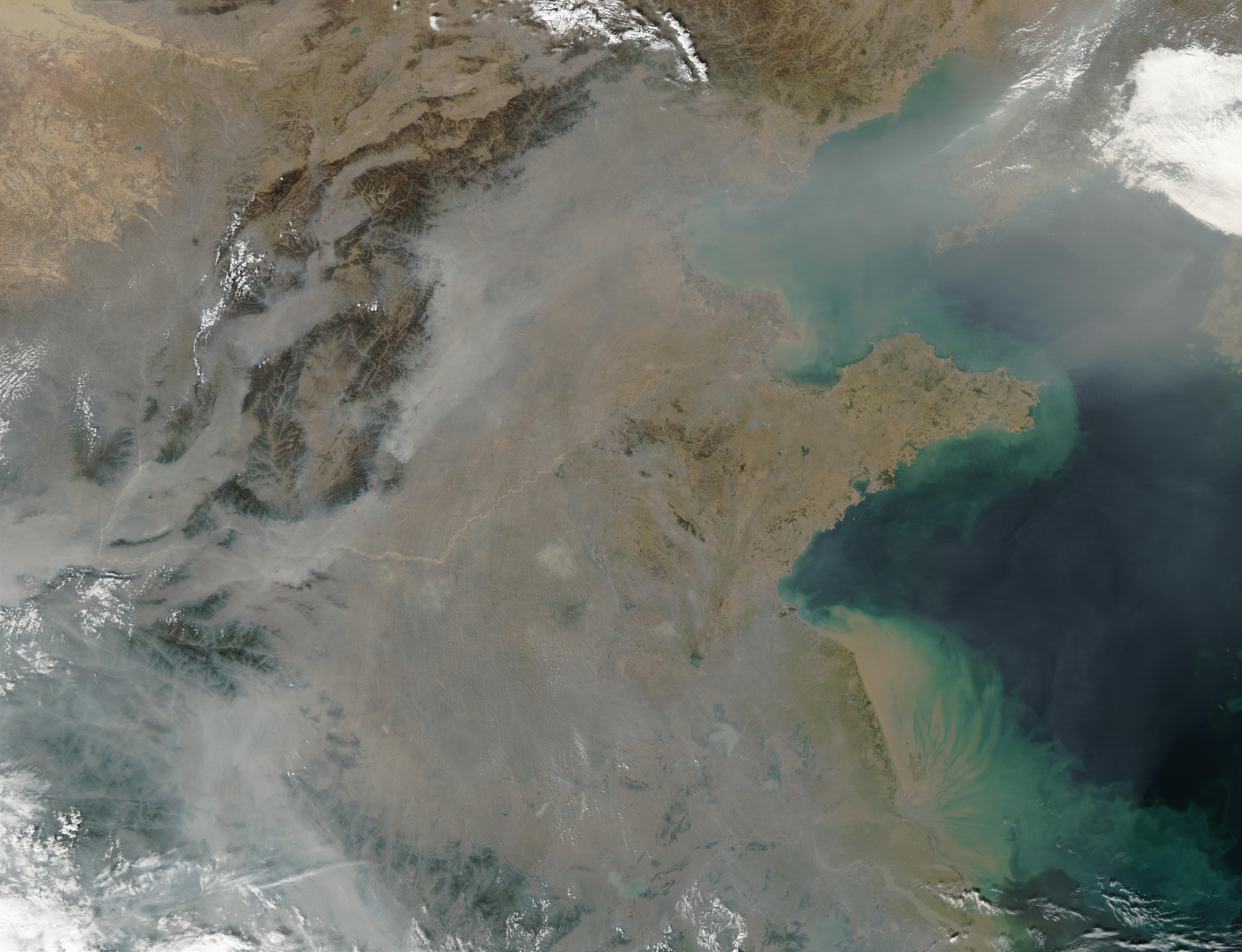
Inquinamento atmosferico nella Cina orientale. Dozzine di incendi ardono sulla superficie (indicati dai punti in rosso) e un velo di fumo e ceneri (visibile in grigio) copre il cielo soprastante. Foto acquisita tramite lo strumento MODIS installato, per questo scopo, a bordo del satellite artificiale Aqua della NASA.

Tra i primi a studiare gli effetti della radiazione solare sul clima vi fu Mikhail Ivanovich Budyko, nel 1969, che tramite semplici modelli climatici bidimensionali investigò l'impatto dell'albedo glaciale nel bilancio energetico atmosferico. Budyko riscontrò una correlazione positiva tra l'aumento delle precipitazioni nevose e del ghiaccio, e la quantità di radiazione solare riflessa nello spazio. L'aumentata riflessione causa una diminuzione della temperatura globale del pianeta. Altre ricerche successive indagarono il ruolo - nelle variazioni climatiche - dell'inquinamento atmosferico e delle eruzioni vulcaniche (Rasool et alii, 1971; Lockwood, 1979).
Nel 1989, Atsumo Ohmura, geografo dell'ETH Zürich, pubblicò uno studio dove analizzava i dati statistici sull'irraggiamento solare della superficie terrestre, ed evidenziava una diminuzione del 10% avvenuta nel corso dei precedenti tre decenni.. L'effetto della diminuzione avrebbe dovuto condurre ad un raffreddamento dell'atmosfera, un risultato apparentemente in contraddizione con gli effetti del riscaldamento globale. Ben presto furono effettuate nuove ricerche che confermarono il trend individuato da Ohmura (Russak, 1990; Liepert, 1994). Nel 1992, Gerry Stanhill descrisse per la prima volta il fenomeno con la parola dimming (offuscamento, oscuramento).
L'incidenza dell'oscuramento globale varia localmente e nel corso dell'anno, ma è stato stimato un aumento medio annuale dell'oscuramento di circa il 2-3% (un valore molto superiore alla riduzione della radiazione solare) fino agli anni 1990 quando il fenomeno ha mostrato una inversione di tendenza.
Negli anni novanta fu effettuato un esperimento alle isole Maldive, in modo da comprovare che le cause dell'oscuramento fossero effettivamente dovute all'inquinamento atmosferico accumulatosi nella cosiddetta nuvola marrone asiatica. Fu registrata una riduzione del 10% dell'irraggiamento (contro l'1% inizialmente previsto) nelle isole coperte dai venti stagionali (molto inquinati) provenienti dall'India meridionale
Anche le scie di condensazione degli aeromobili hanno un impatto sul fenomeno: un'evidenza di questo la si è avuta durante gli attentati dell'11 settembre 2001. La sospensione dei voli aerei durante quella giornata è stata associata ad una diminuzione dell'emissione in atmosfera, dando evidenza empirica di un anomalo aumento dell'escursione termica tra notte e giorno (ca. 1 °C) in alcune zone degli USA normalmente interessati da traffico aereo.
Condizione evidenziata e confermata anche da Chuck Long, membro dell'Earth System Research Laboratory del NOAA, definendo il fenomeno come sbiancamento del cielo (whitening), oltre ad un effetto involontario di geoingegneria, ma ancora con effetti sconosciuti.
Nel 2005 Wild, Pinker e altri hanno registrato una inversione dell'effetto (localmente fino al 4%), a partire dagli anni novanta.
Sembra che una fra le cause di ciò sia la diminuzione di particolato e ossido di zolfo disperso in atmosfera (non di gas serra) che si è cominciato a registrare grazie a legislazioni favorevoli al contenimento dell'inquinamento, in particolare in Europa.

### Effetti sul clima
L'irraggiamento solare provoca il riscaldamento degli oceani e la conseguente evaporazione dell'acqua che ricade successivamente come pioggia. La riduzione dell'irraggiamento causata dalla presenza di aerosol nell'aria, può quindi avere un'influenza negativa sul ciclo idrogeologico del pianeta. L'offuscamento globale potrebbe avere perciò effetti su larga scala sul clima.
Alcuni modelli climatici sembrano indicare che una riduzione dell'irraggiamento superficiale può aver contribuito alla mancata formazione dei monsoni nell'Africa subsahariana durante gli anni settanta e ottanta, con conseguenti carestie come quella provocata dalla tragica Siccità del Sahel. Allo stesso modo tramite l'offuscamento da parte degli aerosol si tende a spiegare buona parte del lieve raffreddamento climatico globale registrato nel trentennio compreso tra il 1945 e il 1975.
Nel complesso sembra che l'oscuramento globale abbia contenuto i flussi energetici fra l'atmosfera e la superficie terrestre, con un relativo calo dell'evaporazione ed aumento dell'umidità atmosferica, ma una conseguente riduzione delle precipitazioni.

### Relazioni con il riscaldamento globale
Alcuni scienziati ritengono che l'offuscamento globale mascheri parzialmente gli effetti del riscaldamento globale, al punto che una risoluzione dell'oscuramento globale potrebbe portare ad un aumento delle temperature superiore a quanto ipotizzato.
La riduzione del particolato in atmosfera è relativamente veloce una volta fermata l'immissione degli inquinanti in atmosfera, mentre l'inerzia degli effetti del riscaldamento globale è molto superiore e più difficilmente controllabile.
Il fenomeno è globale, ma i suoi effetti sono locali: infatti, mentre gran parte del globo si è riscaldata, le regioni investite da venti inquinati si sono raffreddate. Questo potrebbe spiegare il relativo raffrescamento della parte est degli Stati Uniti rispetto alla costa ovest.